# Edward Yang
Jang Tö-csang (Yáng Déchāng) (egyszerűsített kínai írással: 楊德昌), ismertebb angol nevén Edward Yang (Sanghaj, 1947. november 6. – Los Angeles, 2007. június 29.) tajvani filmrendező és forgatókönyvíró. Yang Hou Hsziao-hszien (Hóu Xiàoxián) és Caj Ming-liang (Cài Míngliàng) mellett a tajvani filmművészet, illetve azon belül a tajvani újhullám kiemelkedő alakja. Családi kötelékek című filmjéért elnyerte a legjobb rendező díját a 2000-es cannes-i filmfesztiválon.

## Filmográfia
- Kuang jin tö ku si (Guāng yīn de gù shì) (1982, részlet)
- Haj tan tö ji tien (Hǎi tān de yī tiān) (1983)
- Csing mej csu ma (Qīng méi zhú mǎ) (1985)
- Kungpu fence (Kǒngbù fēnzǐ) (1986)
- Szép nyári nap (Kuling csie saonien sazsen sicsien (Gǔlǐng jiē shǎonián shārén shìjiàn)) (1990)
- Tuli sitaj (Dúlì shídài) (1994)
- Macsiang (Májiāng) (1996)
- Családi kötelékek (Ji ji (Yī yī)) (2000)

## Fordítás
- Ez a szócikk részben vagy egészben  az   Edward Yang című angol Wikipédia-szócikk ezen változatának fordításán alapul.  Az eredeti cikk szerkesztőit annak laptörténete sorolja fel. Ez a jelzés csupán a megfogalmazás eredetét és a szerzői jogokat jelzi, nem szolgál a cikkben szereplő információk forrásmegjelöléseként.